# Baciati dall'amore
Baciati dall'amore è una miniserie televisiva italiana.
La serie, girata nel 2010, è stata dedicata a Pietro Taricone, morto poco dopo la fine delle riprese.

## Trama
Carlo Gambardella è un napoletano. Vive a Napoli insieme ai cinque figli (di cui uno di colore, ma lui fa finta di niente), con i genitori Gaetano e Concetta, e con il fratello Antonio, cantante neomelodico, e lavora nel negozio di fiori del padre, nonostante voglia diventare architetto di giardini. Dopo l'abbandono della moglie Carlo non si è più innamorato, finché non incontra-scontra la biologa marina Valentina Trevisol. La ragazza è la figlia di un magistrato che dal nord si è trasferito a Napoli insieme ai tre figli, alla moglie e al futuro marito di Valentina, per seguire il processo contro il camorrista Tano Bambardella. Gaetano è, però, uguale a Don Tano, sia fisicamente che per i nomi molto simili, tanto da venire scambiato proprio per il boss. La serie racconta lo scontro tra due famiglie, i Gambardella, napoletani veraci, e i Trevisol, milanesi tutti d'un pezzo. L'amore di Carlo e Valentina va oltre ogni diversità, ma lei deve sposarsi a breve e Gaetano scoprirà che la vita in carcere è la vita che ha sempre sognato...

## Puntate
| n° | Titolo     | Prima TV         |
| -- | ---------- | ---------------- |
| 1  | Episodio 1 | 15 novembre 2011 |
| 2  | Episodio 2 | 22 novembre 2011 |
| 3  | Episodio 3 | 29 novembre 2011 |
| 4  | Episodio 4 | 7 dicembre 2011  |
| 5  | Episodio 5 | 13 dicembre 2011 |
| 6  | Episodio 6 | 20 dicembre 2011 |